# Frederik 1. af Hessen-Homburg
Frederik 1. (tysk: Friedrich I.) (5. marts 1585, Schloss Lichtenberg – 9. maj 1638, Homburg vor der Höhe) var den første landgreve af Hessen-Homburg fra 1622 til 1638. Han grundlagde linjen Hessen-Homburg af Huset Hessen, der eksisterede frem til 1866.